# Mistel-Spitzmausrüssler
Der Mistel-Spitzmausrüssler (Ixapion variegatum) ist ein Rüsselkäfer aus der Familie der Brentidae und der Unterfamilie Apioninae.

## Merkmale
Es handelt sich um einen 2,1–2,6 mm großen Rüsselkäfer. Wie bei anderen Arten seiner Unterfamilie sind die Fühler ungekniet, die Flügeldecken sind nach hinten verbreitert und ergeben eine spitzmaus- oder birnenartige Körperform. Die Oberseite ist teilweise mit Schuppenhaaren bedeckt. Für einen Vertreter seiner Unterfamilie, die aus meist einfarbigen Arten besteht, ist Ixapion variegatum ungewöhnlich bunt. Durch die farbliche Musterung der Oberseite ist die Art unverkennbar.

## Lebensweise

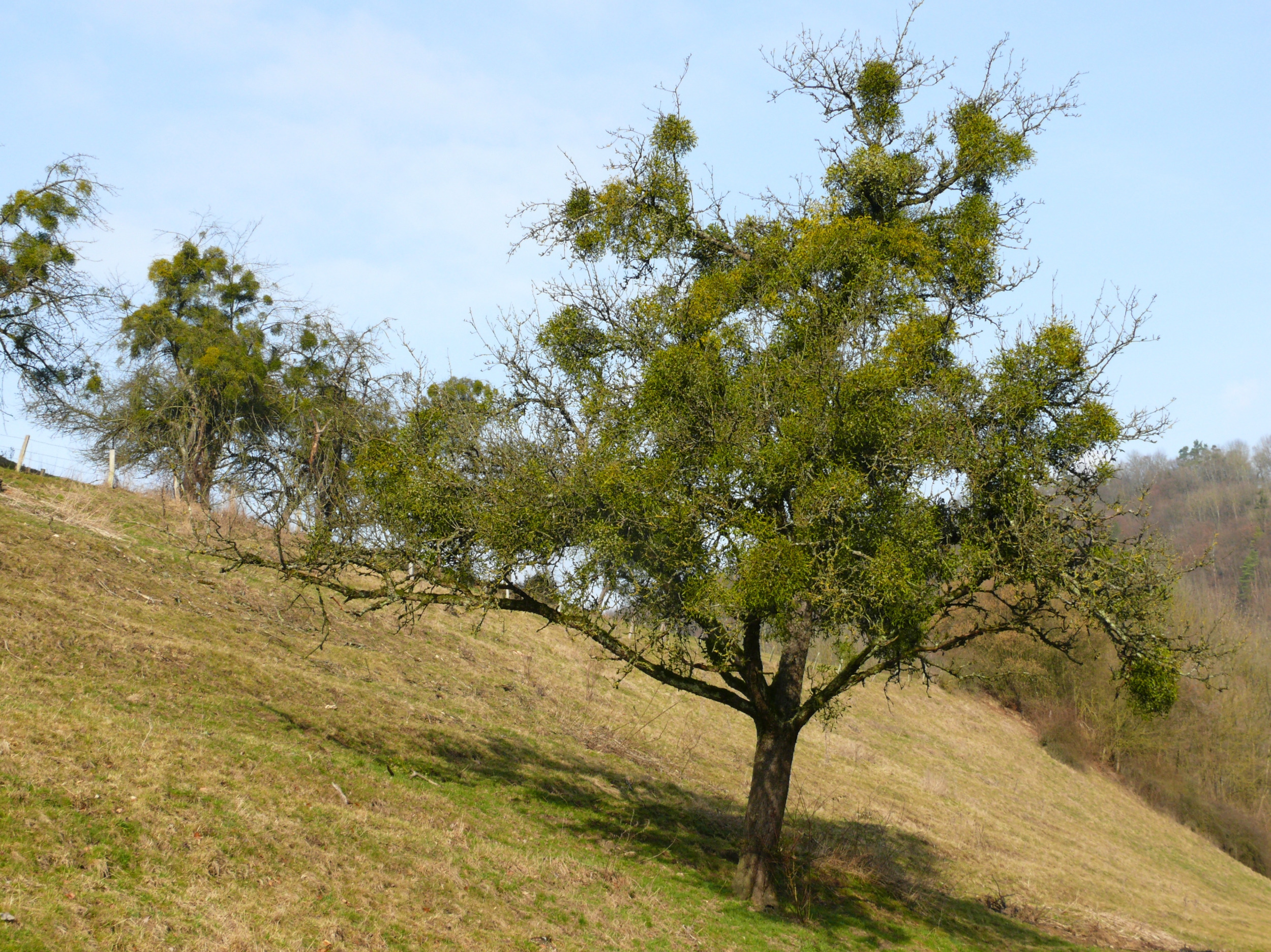
Die Weißbeerige Mistel mit ihren Unterarten ist die einzige bekannte Entwicklungspflanze von Ixapion variegatum

Der Mistel-Spitzmausrüssler lebt ausschließlich von der Weißbeerigen Mistel (Viscum album) und ihren Unterarten. Im Bezug auf den Wirtsbaum der Misteln scheint keine Präferenz zu bestehen. Die ausgewachsenen Käfer halten sich auf der Pflanzen auf und fressen von ihr, die Larven leben in den Stängeln und verpuppen sich auch dort. Die Käfer überwintern ausgewachsen unter Rinde, schlüpfen aber auch im Frühjahr aus im Winter eingetragenen Misteln. Das lässt darauf schließen, dass auch Larven, Puppen oder fertig entwickelte Käfer in der Mistel überwintern.
Vermutlich werden vorwiegend warme Standorte besiedelt.

## Verbreitung und Vorkommen
Die Art kommt von Mitteleuropa bis Spanien vor, außerdem in Südtirol und England. In Mitteleuropa ist sie sehr selten und nur lokal vorkommend.

## Gefährdung
In Deutschland ist die Art mit „unzureichende Datenlage“ bewertet worden. In einer vorigen Roten Liste war sie noch als „stark gefährdet“ eingestuft. In Baden-Württemberg steht die Art auf der Vorwarnliste.